# Lauritzenia nuda
Lauritzenia nuda är en kvalsterart som först beskrevs av Hammer 1961.  Lauritzenia nuda ingår i släktet Lauritzenia och familjen Haplozetidae. Inga underarter finns listade i Catalogue of Life.